# 伊爾菲斯河
46°57′02″N 7°45′03″E / 46.95060°N 7.75090°E

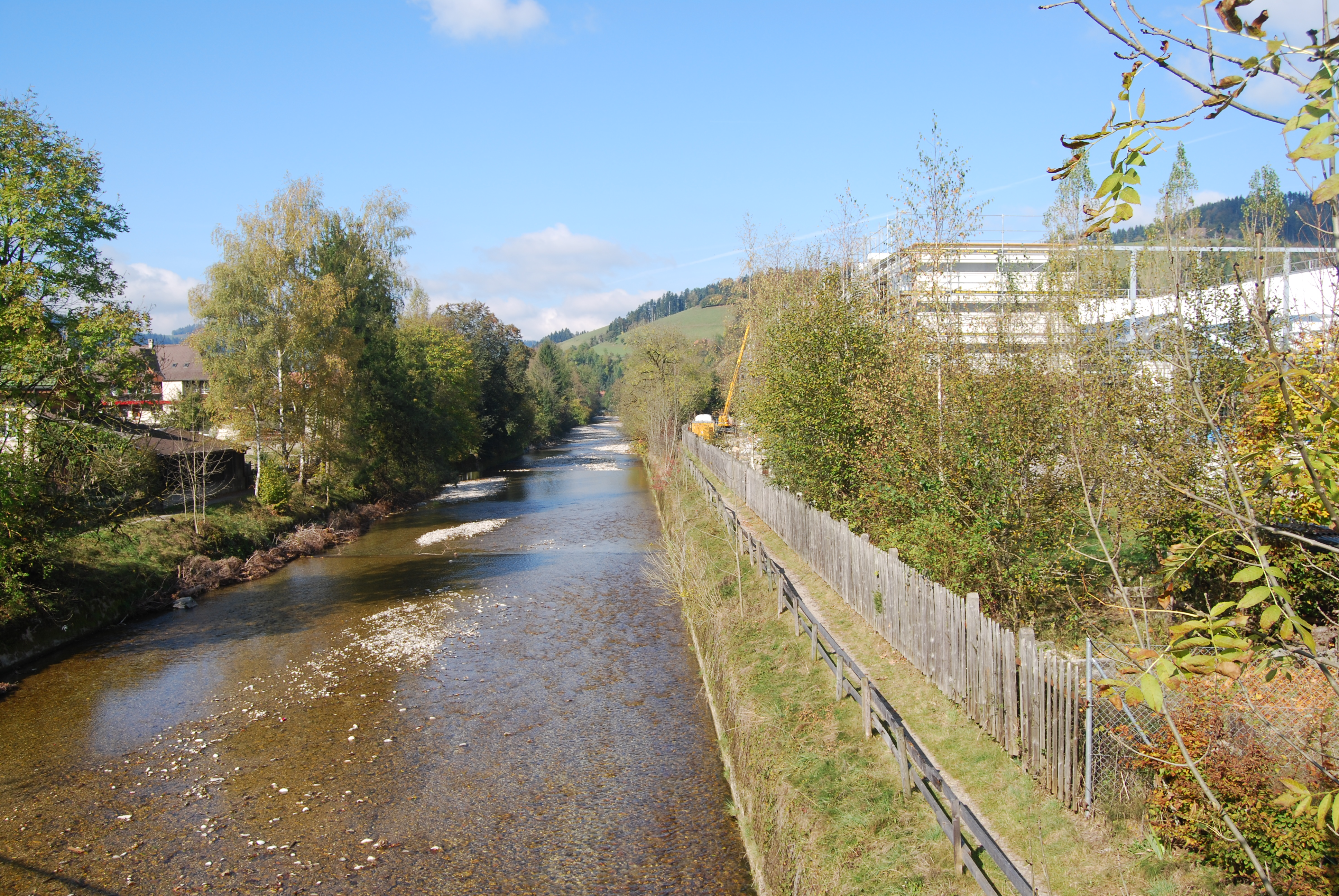

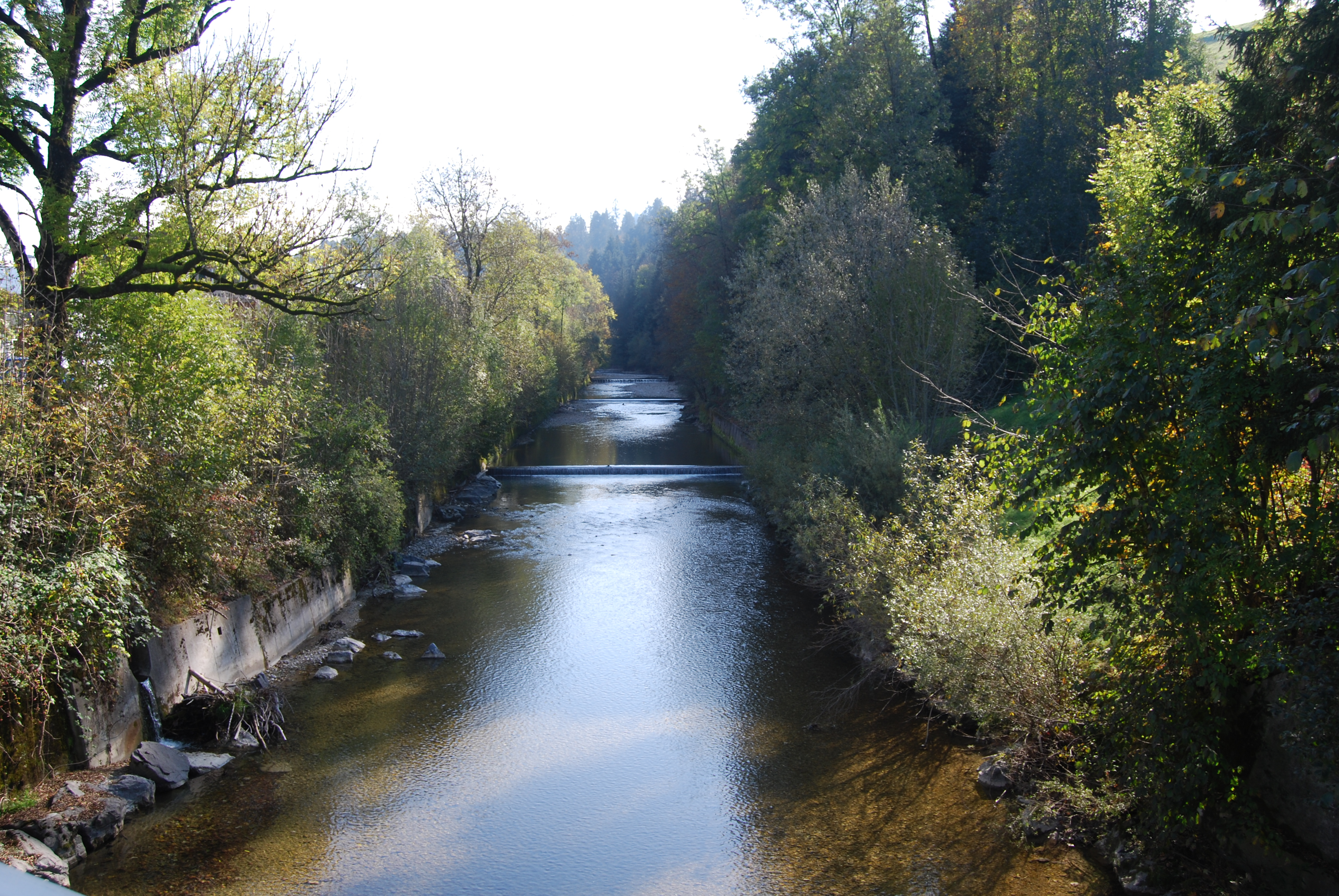

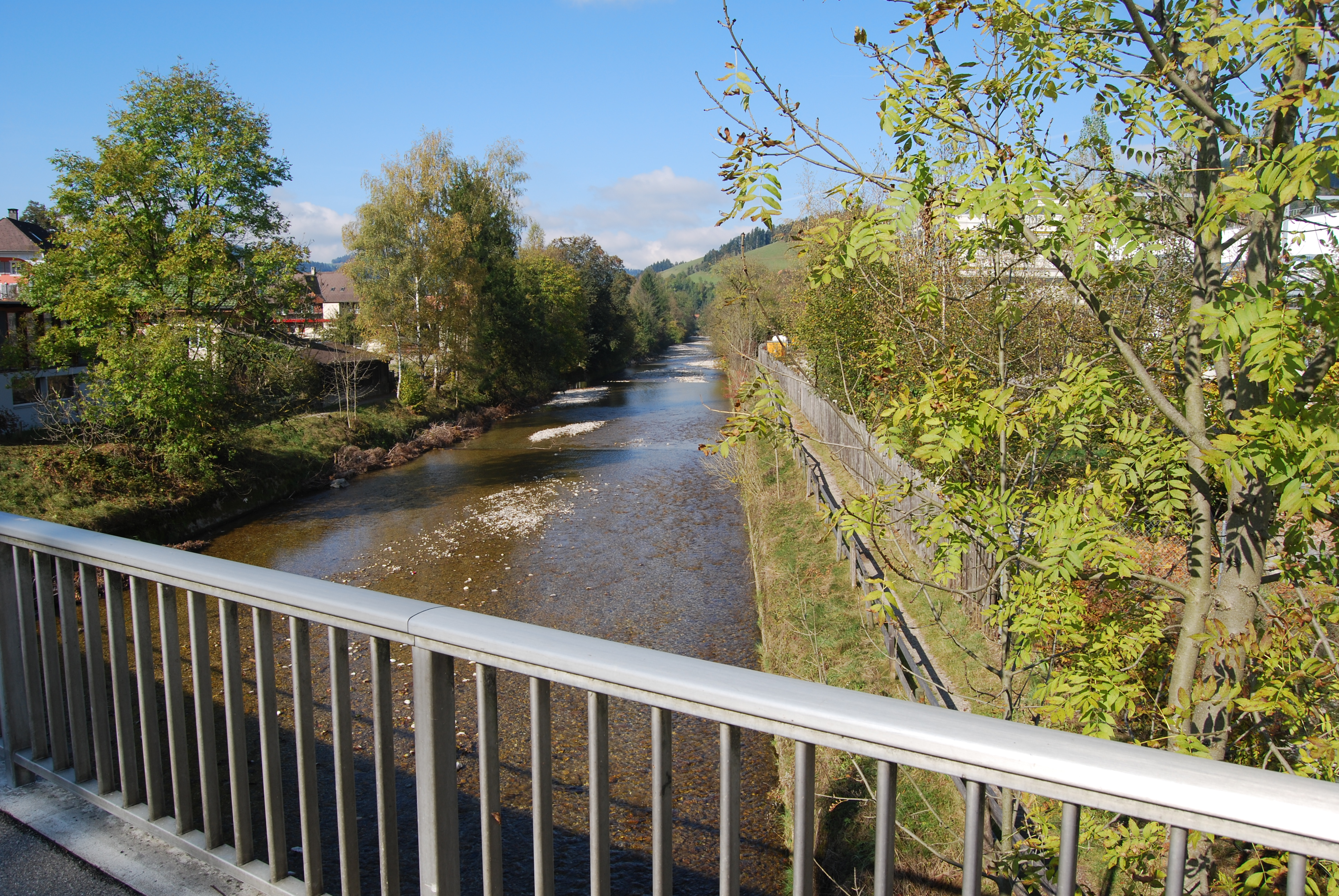

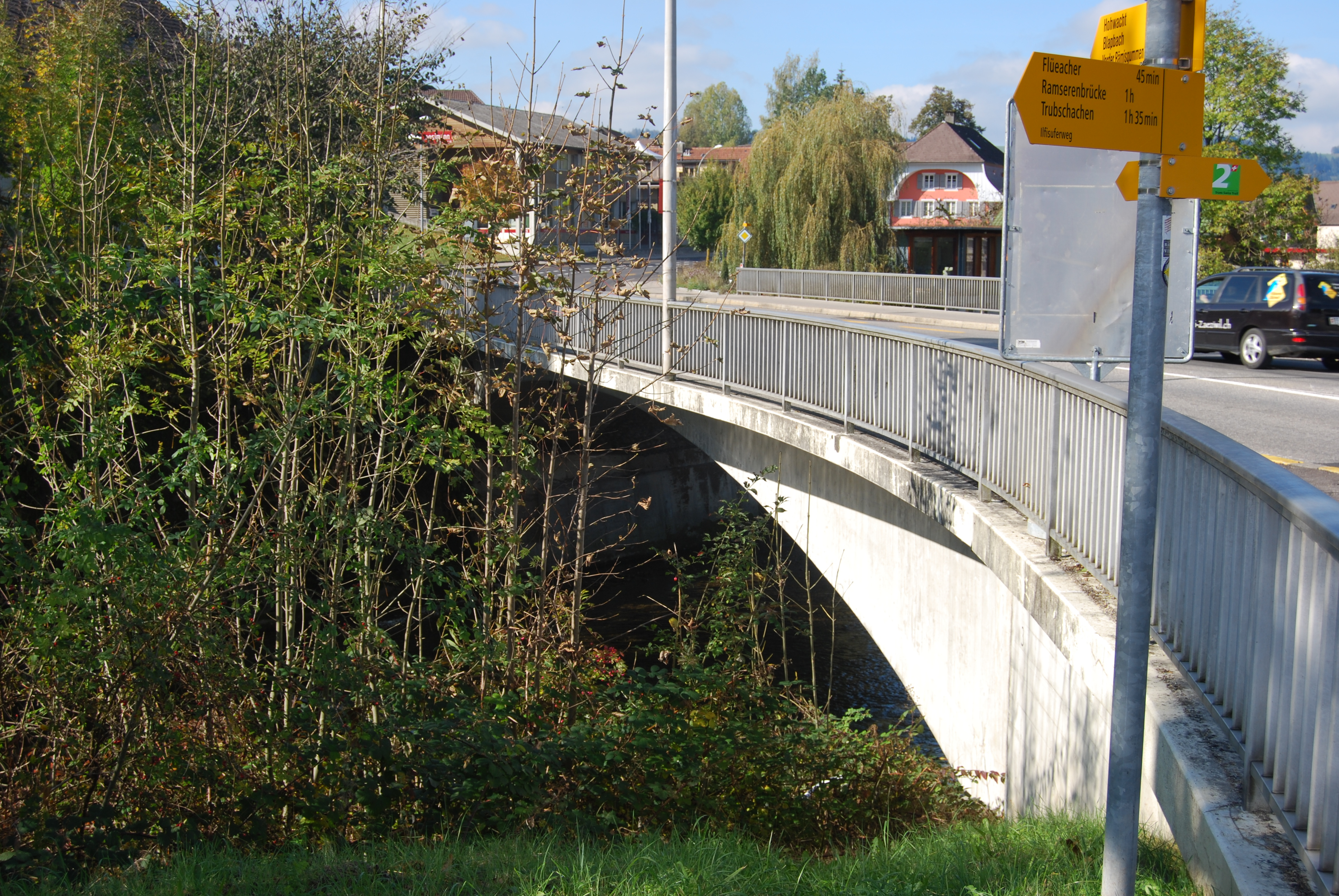

伊爾菲斯河（德語：Ilfis）是瑞士的河流，位於該國中部，流經盧塞恩州和伯恩州，屬於埃默河的支流，河道全長24.7公里，流域面積203.9平方公里，發源自施拉滕弗盧赫山。